# Severino Tavares
Severino Tavares foi um precursor do Movimento de Pau de Colher, era conhecido pelas suas pregações "apocalípticas", nas quais pregava o desapego aos bens materiais, orações e rezas diárias e a feitura do sinal da cruz. Ele se autoproclamava a "Terceira Pessoa da Santíssima Trindade", substituto do Padre Cícero e enviado do José Lourenço Gomes da Silva, do qual se dizia enviado.
Severino nasceu em Cabaceiras (Paraíba), em 19 de dezembro de 1885.
Em maio de 1937, Severino Tavares foi morto na Serra da Mata do Cavalo.